# Alexander Wilkens
Alexander Friedrich Karl Wilkens (født 23. maj 1881 i Hamburg, død 27. januar 1968) var en tysk
astronom.
Wilkens studerede i Heidelberg, Kiel og Göttingen, var 1905—08 assistent ved observatorierne i Wien (Ottakring), Heidelberg og Hamburg, blev 1908 observator i Kiel, ansattes 1916 som professor i astronomi i Breslau og direktør for observatoriet sammesteds samt 1925 i lignende stillinger i München. Wilkens har hovedsagelig bearbejdet enkelte sider af perturbationsteorien og har offentliggjort disse afhandlinger hovedsagelig i "Astronomische Nachrichten". I en publikation fra Kuffners observatorium i Wien har han publiceret Katalog von 620 Sternen (1908) og i Breslau katalogiseret 658 dobbeltstjerner i zonen + 35 til + 40 deklination ("Astronomische Nachrichten" 222, siderne 337—370). Som direktør for observatoriet i Breslau har han udgivet: "Veröffentlichungen der Sternwarte zu Breslau" I—II (1920-22).